# Palatul Friedrich Czell din Brașov
Palatul Friedrich Czell a fost construit în anul 1903 în Piața Sfatului din Centrul istoric al Brașovului (Cetatea), fiind unul din cele trei „palate” ridicate de frații Czell pe  strada Vămii (actuala strada Mureșenilor) din Brașov.

## Istoric
Industriașii sași Wilhelm și Friedrich Czell erau unii dintre cei mai bogați brașoveni ai timpului. Ei dețineau mai multe fabrici de bere, iar la Brașov înființaseră în 1892 fabrica de malț și bere de la Dârste și o alta în Brașovechi, pe strada Lungă.
Pe lângă afacerile cu fabricile de bere, ei și-au investit banii în clădiri impozante, lăsînd astfel Brașovului trei monumente arhitecturale. Wilhelm Czell este cel care a construit Palatul Soarelui, al doilea din cele trei palate „Czell” ridicate în Cetate, primul fiind cel al lui Karl Czell de pe strada Vămii nr.13. De la început palatele nu au fost construite ca rezidență pentru o singură familie, ci ca investiții imobiliare, apartamentele fiind închiriate firmelor comerciale sau unor persoane înstărite.
Odată cu fabricile de bere, frații Czell au schimbat și fața orașului. Ei au construit nu numai palate și vile, ci au și amenajat lacul de la Noua.

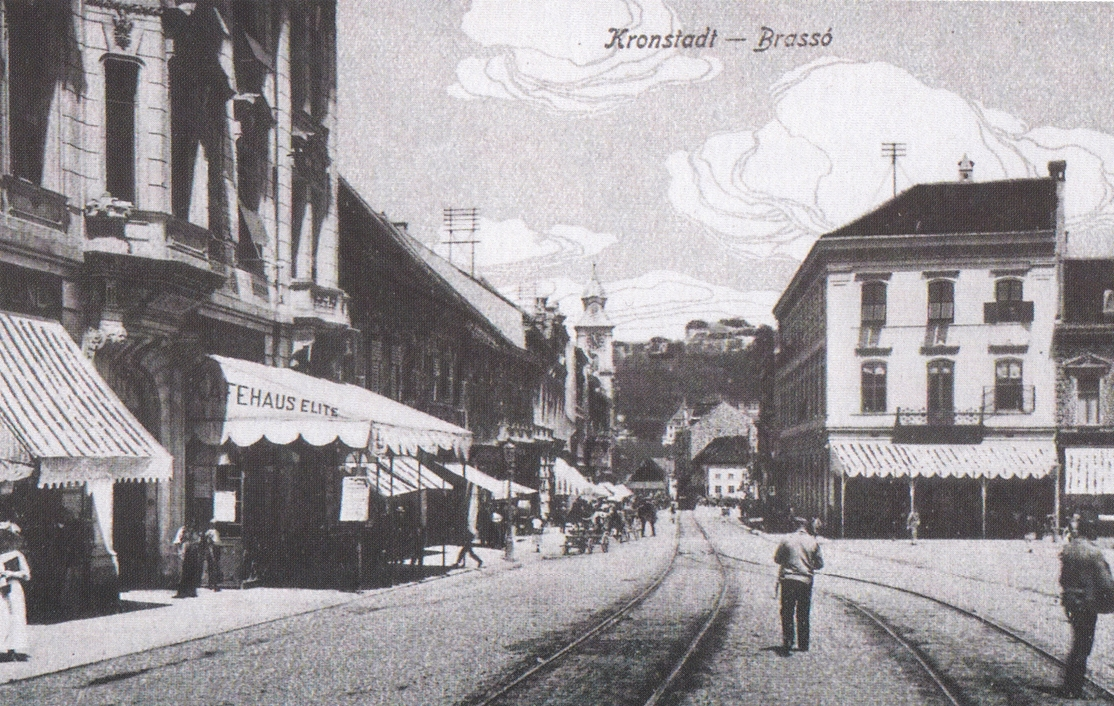
Palatul Friedrich Czell (stânga) cu Cafeneaua Elite la parter

Palatul Czell, cel de-al treilea palat, a fost construit de Friedrich Czell în anul 1903 la celălalt capăt al străzii Vămii, în Piața Sfatului, pe locul unde el avea deja trei case. După ce le-a demolat, a ridicat acolo un palat impresionant, cu balconașe sculptate și basoreliefuri cu figuri umane.
În spatele palatului, Friedrich Czell a construit o mică clădire rezidențială pentru uz propriu, cu intrarea din Aleea „După ziduri”.
La parterul clădirii a funcționat unul dintre localurile cele mai cunoscute din oraș, cafeneaua „Elite” (Kafehaus Elite).
Din anul 1928 aici a funcționat banca „Kronstädter Allgemeine Sparkasse” (Casa Generală de Economii din Brașov), înființată în anul 1835, prima unitate bancară atât din Brașov cât și din Transilvania, care a fost lichidată în 1948 de comuniștii veniți la putere.
Clădirea cu fațadă de culoare roz adăpostește din anul 1950 sediul sucursalei Brașov a Băncii Naționale a României și este declarată monument istoric (cod LMI BV-II-m-B-20906).
Palatul a păstrat același aer maiestuos, iar ceea ce nu se vede din Piața Sfatului este corpul imens al clădirii, care se remarcă prin impozanță și bun gust. În afara sediului Băncii Naționale a României, clădirea mai adăpostește o filială BancPost și o farmacie.
Fațada palatului a fost refăcută în anul 2019.

## Descriere
Palatul Czell se află pe latura de nord-vest a Pieței Sfatului, numită Șirul Inului, între Casa Mureșenilor și Casa Seuler. Clădirea este masivă, are trei etaje și este în formă de patrulater, cu o curte interioră (atrium) la mijloc.
Fațada sa este o combinație de elemente eclectice, neo-baroc și Art Nouveau.
Spre deosebire de fațada bogat decorată, interioarele sunt sobre, cu excepția unor tavane Art Nouveau (Jugendstil), vitralii și uși cu furnir de nuc.

## Galerie de imagini

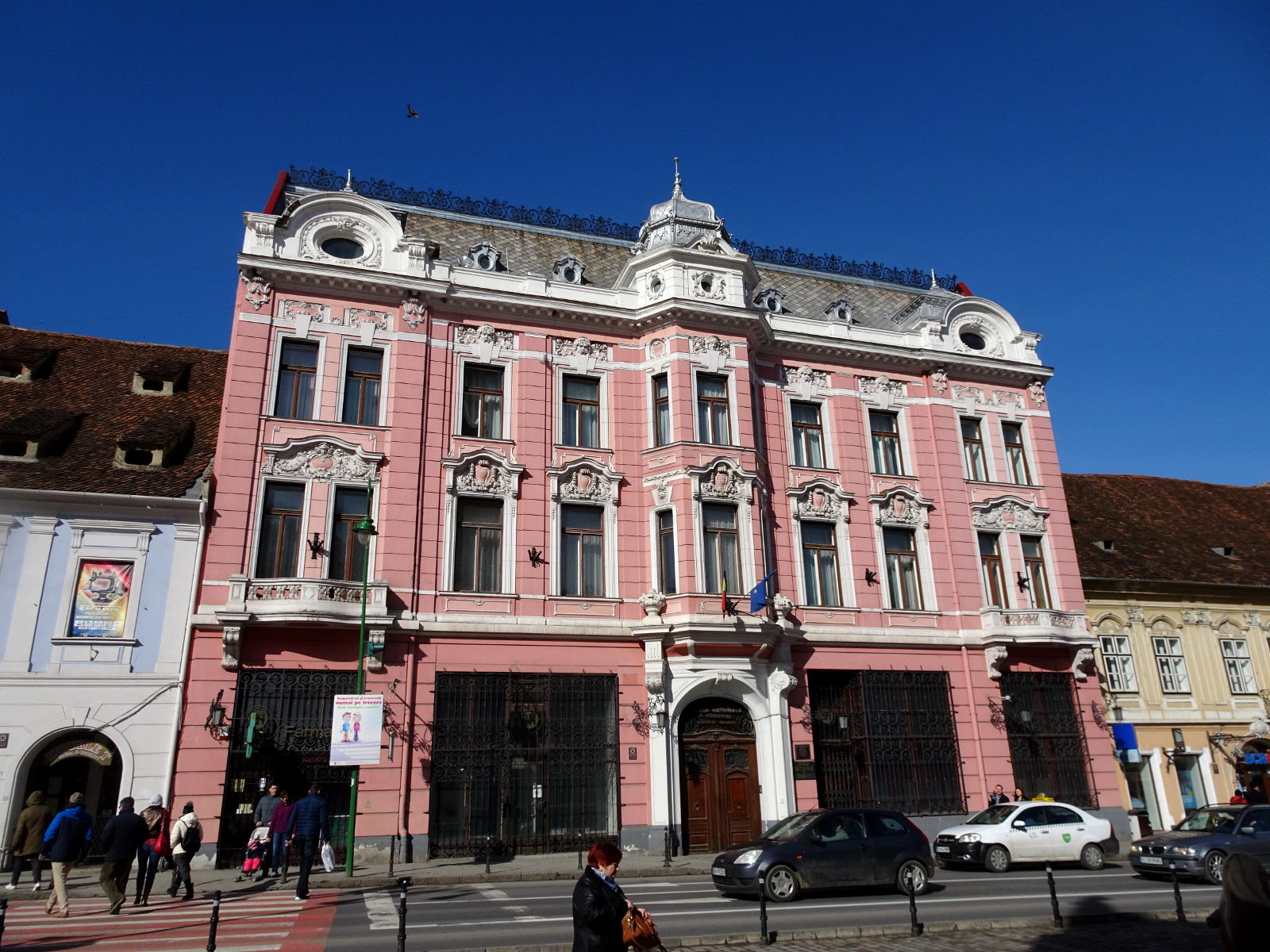
Palatul Friedrich Czell din Piața Sfatului
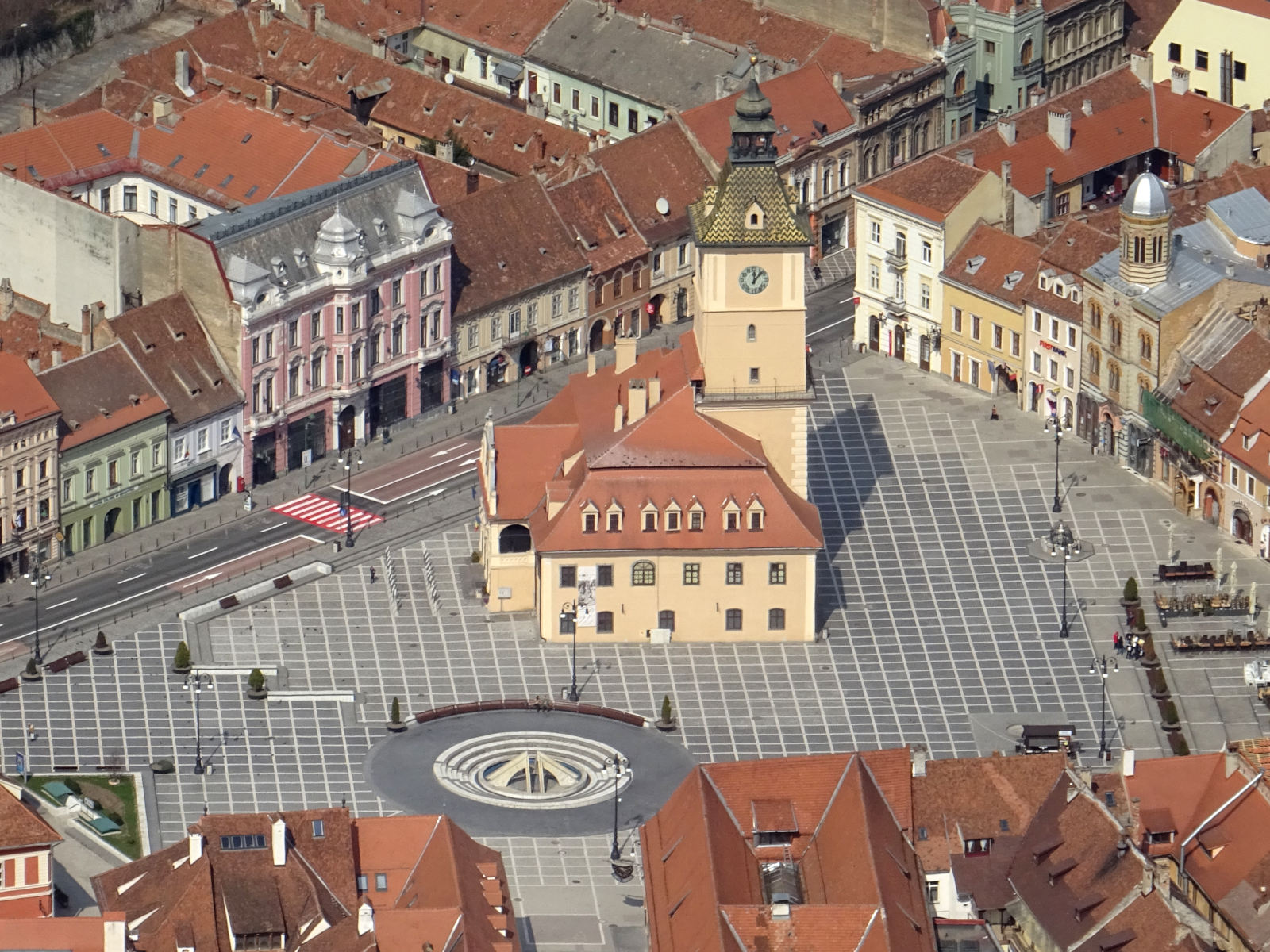
Piața Sfatului
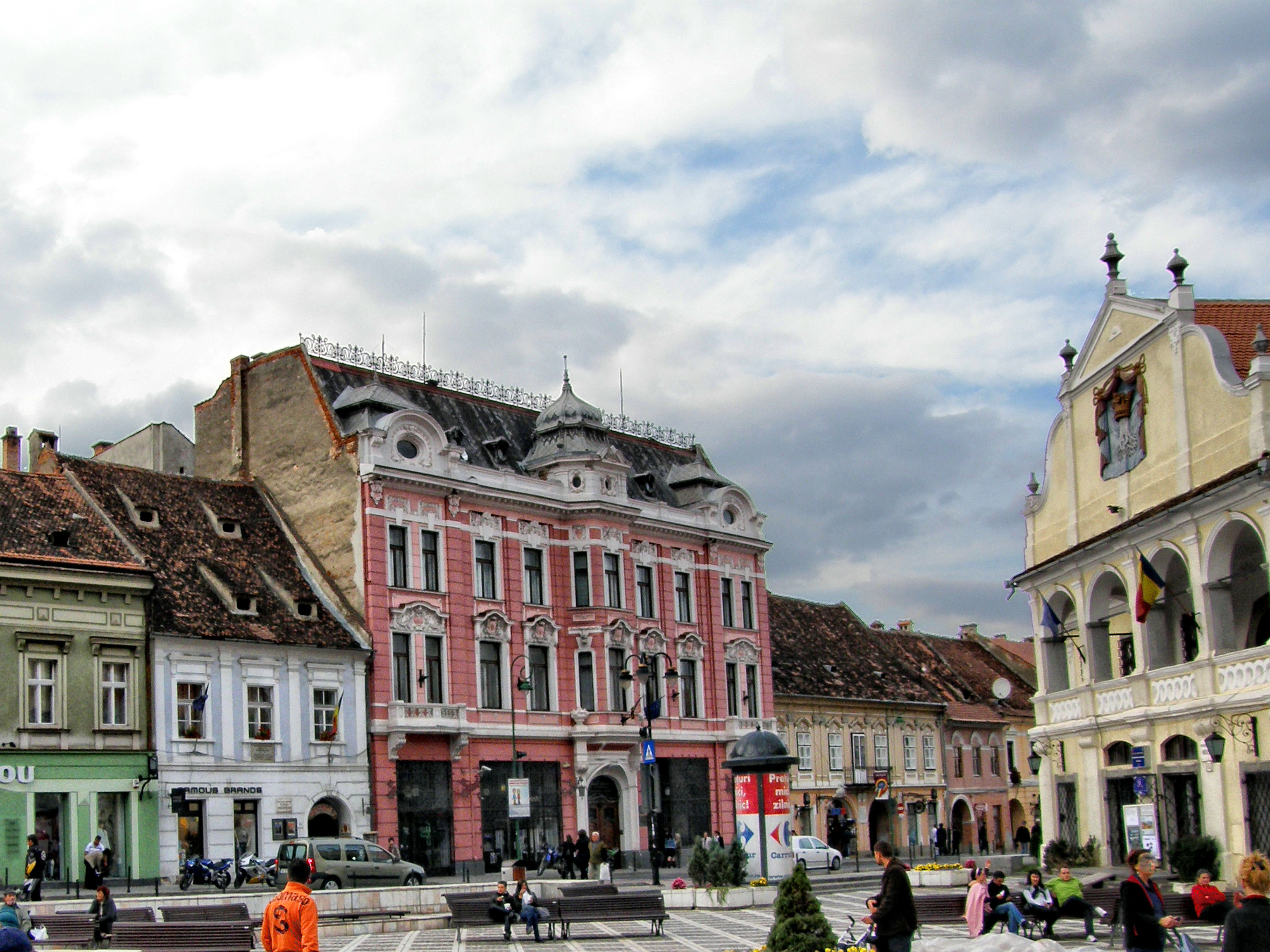
Şirul Inului din Piața Sfatului
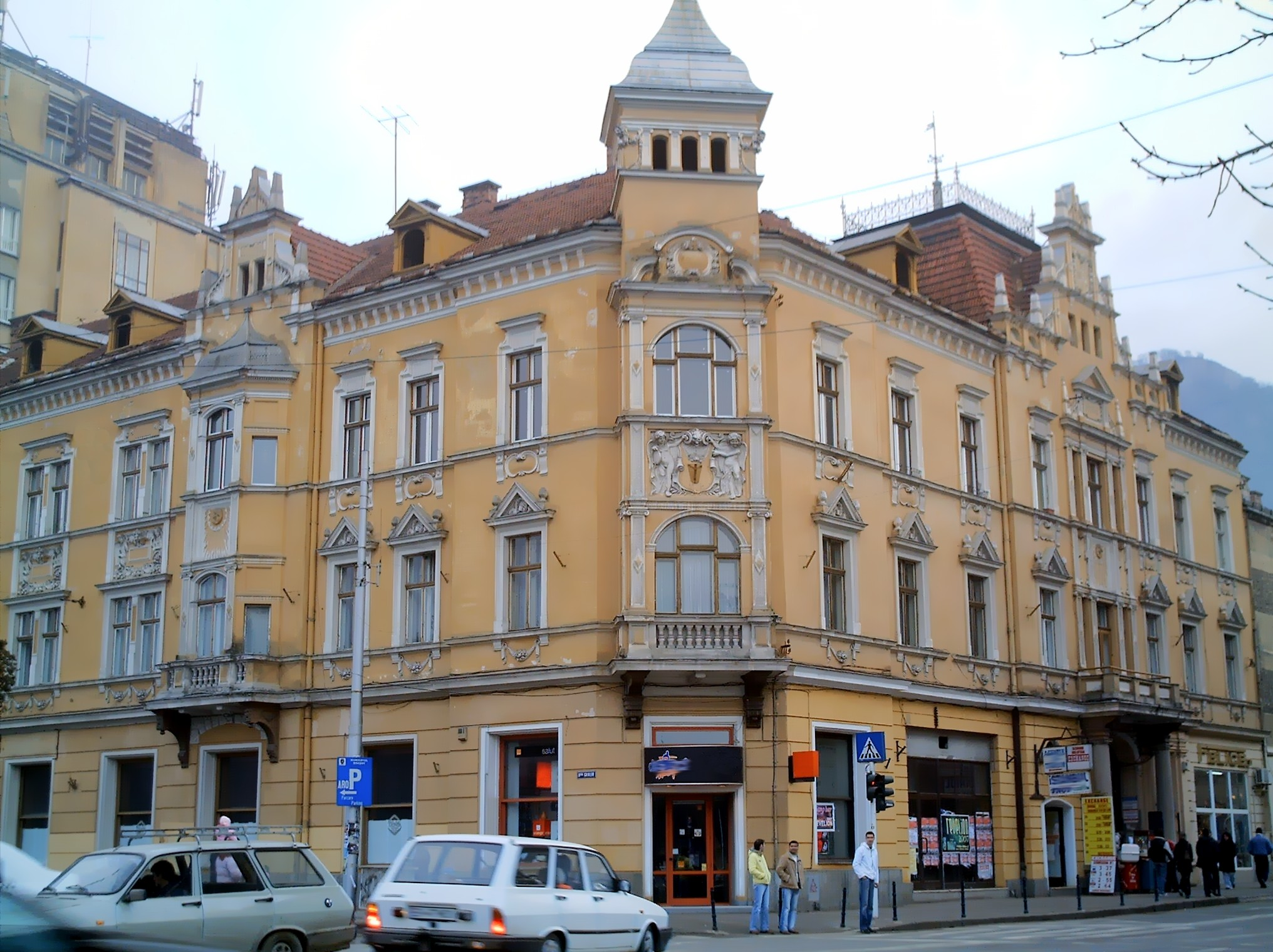
Palatul Soarelui (Wilhelm Czell)